# 9-я горнопехотная дивизия (вермахт)
9-я горнопехотная дивизия (нем. 9. Gebirgs-Division) — военное подразделение армии нацистской Германии, участвовавшее в заключительном этапе Второй мировой войны. Делилось на группы «Норд» и «Ост». В некоторых источниках упоминается в качестве 10-й горнопехотной дивизии вермахта.

## История
Дивизия как таковая появилась из остатков горнопехотной дивизии «Штирмарк», действовавшей в Нижней Штирии. Состояла из двух групп: «северной» группы, или группы «Норд», и «восточной» группы (группы «Ост»). Северная группа действовала в Финляндии

### Группа «Норд»
9-я горнопехотная дивизия «Норд» (нем. 9. Gebirgsjäger-Division «Nord») была сформирована из горной норвежской дивизии «Краутлер», образованной в марте 1944 года, и 139-го горнопехотного полка. Получила условное название z.b.V. 140 7 сентября 1944 года, 12 апреля 1945 года официально появилась. Известным командующим был генерал-майор Маттиас Краутлер. Дивизия вела боевые действия в Финляндии во время Лапландской войны, а также подавляла антифашистские выступления в Норвегии.

#### Состав группы
- Штаб дивизии
- 139-й горнопехотный полк
- 3-й легкопехотный батальон
- 6-й легкопехотный батальон
- 653-й гарнизонный батальон
- 931-й артиллерийский полк особого назначения
  - 124-й горный артиллерийский батальон
  - 424-й лёгкий артиллерийский батальон
  - 82-й горный артиллерийский батальон
  - 2 пехотные роты
- 140-й горный батальон сапёров
- 140-й горный батальон связистов
- 140-й вспомогательный батальон

### Группа «Ост»
9-я горнопехотная дивизия «Ост» (нем. 9. Gebirgsjäger-Division «Ost») появилась на основе боевой группы «Семмеринг», была создана 12 марта 1945 года, уже на исходе войны. Была задействована в Штирии (исторической области в Австрии и Словении), ведя оборонительные бои с частями советских войск и Югославской народной армии. В дивизию призывались граждане, которых рекомендовала Имперская служба труда. Командовал группой полковник Герберт Август Вольфганг Райтель.

#### Состав группы
- Штаб дивизии
- 154-й горнопехотный полк
- 155-й горнопехотный полк
- 56-й горный разведывательный батальон
- 48-я противотанковая моторизованная рота
- 56-й горный артиллерийский полк
- Горная сапёрная рота